# Eupatorium
Eupatorium és un gènere de plantes amb flors dins la família de les asteràcies. Conté de 30 a 60 espècies. La majoria són plantes herbàcies i perennes de 0,5–3 m d'alt. Uns pocs són arbusts. Aquest gènere és originari de les regions temperades de l'hemisferi nord. Rep el nom del rei Mitridates VI Eupator de Pontus.

## Sisemàtica i taxonomia
Eupatorium havia contingut fins a 800 espècies, però molts d'aquests s'han desplaçat a altres gèneres, incloent Ageratina, Chromolaena, 
Condylidium, Conoclinium, Critonia, Cronquistianthus, Eutrochium, Fleischmannia, Flyriella, Hebeclinium, Koanophyllon, Mikania, i Tamaulipa.

## Usos
Alguns Eupatorium es cultiven com a planta ornamental, en particular a Àsia. Moltes plantes ornamentals anteriorment dins Eupatorium s'han traslladat a altres gèneres, com Bartlettina i Conoclinium.
El virus de les plantes Tobacco leaf curl virus ocasionalment afecta plantes d'aquest gènere.

### Ús medicinal
L'espècie Eupatorium perfoliatum, s'ha fet servir en medicina tradicional, per exemple per excretar l'excés d'àcid úric que causa la malaltia de la gota però té components tòxics i efectes secundaris. La sobredosi pot ser mortal.

## Algunes espècies

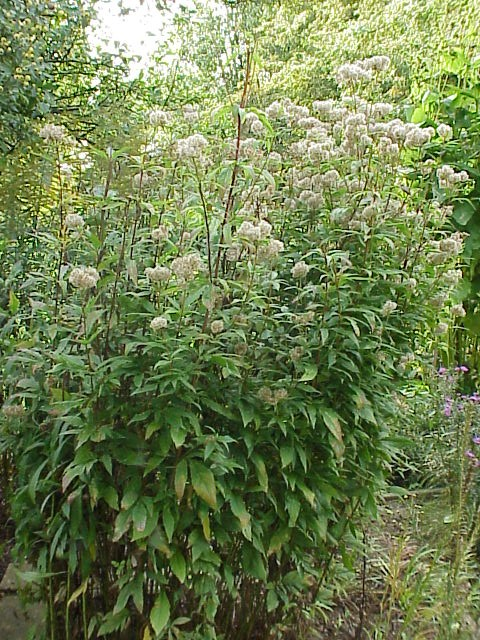
Eupatorium cannabinum

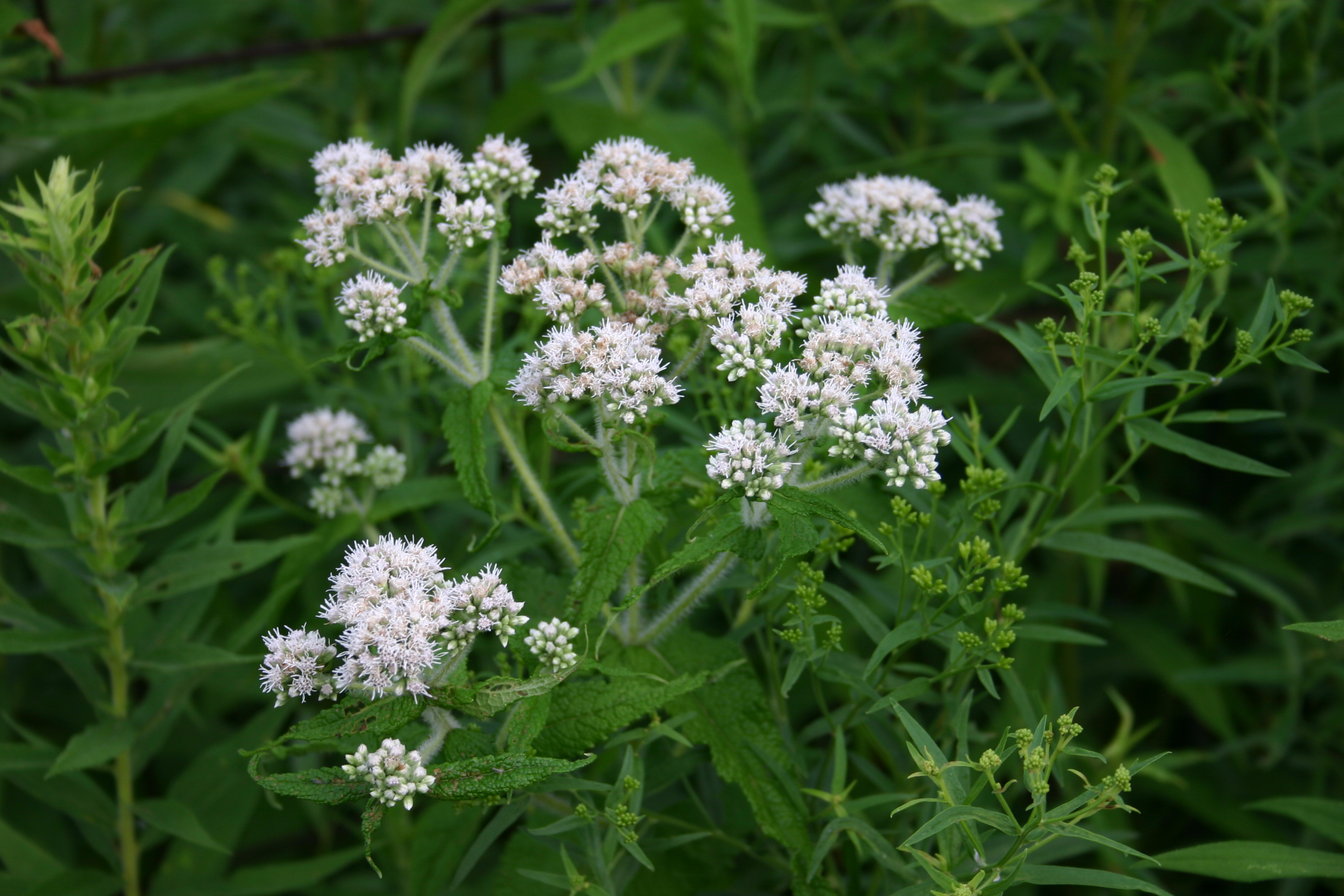
Eupatorium perfoliatum

### Amèrica del Nord
- Eupatorium album L. – canabassa blanca[6][7]
- Eupatorium altissimum L. – canabassa alta[6][7]
- Eupatorium capillifolium (Lamarck) Small – canabassa canina[6][7]
- Eupatorium compositifolium Walter – canabassa ianqui[6][7]
- Eupatorium godfreyanum Cronquist, híbrid apomític (Eupatorium rotundifolium x Eupatorium sessilifolium)[8]
- Eupatorium hyssopifolium L. – canabassa de fulles d'hisop[6][7]
- Eupatorium lancifolium (Torrey & A.Gray) Small – canabassa de fulla de llança[6][7]
- Eupatorium leptophyllum DC. – canabassa de fulla prima[6][7]
- Eupatorium leucolepis (DC.) Torrey & A.Gray – canabassa esquamosa blanca[6][7]
- Eupatorium linearifolium Walter sinònim Eupatorium cuneifolium – canabassa de fulla estreta[6][7]
- Eupatorium mikanioides Chapman[6][7]
- Eupatorium mohrii Greene – canabassa de Mohr[6][7]
- Eupatorium paludicola E.E.Schill. & LeBlond – canabassa d'aiguamoll[9]
- Eupatorium perfoliatum L. – eupatori[6][7]
- Eupatorium pilosum Walter – canabassa pilosa[7]
- Eupatorium resinosum Torrey ex DC. – canabassa resinosa o apegalosa[6][7][10]
- Eupatorium rotundifolium L. – canabassa de fulla redona[6][7]
- Eupatorium semiserratum DC. – canabassa de flor menuda[6][7]
- Eupatorium serotinum L. – canabassa tardana[6][7]
- Eupatorium sessilifolium L. – canabassa de terres altes[6][7]

### Europa
- Eupatorium cannabinum L. – canabassa[6][7]

### Àsia
- Eupatorium amabile Kitam.[6][11]
- Eupatorium benguetense C.Robinson[6]
- Eupatorium camiguinense Merr.[6]
- Eupatorium chinense L.[6][11]
- Eupatorium formosanum Hayata[6][11]
- Eupatorium fortunei Turcz.[6]
- Eupatorium japonicum Thunb.[12] (sovint inclosa en E. chinense)[13]
- Eupatorium lindleyanum DC.[6][11]
- Eupatorium luchuense Nakai[6][11]
- Eupatorium makinoi T.Kawahara & T.Yahara (sinònim d'E. chinense)[13]
- Eupatorium nodiflorum DC.[6]
- Eupatorium quaternum DC.[6]
- Eupatorium sambucifolium Elmer[6]
- Eupatorium shimadai Kitam.[6]
- Eupatorium squamosum D.Don[6]
- Eupatorium tashiroi Hayata[6][11]
- Eupatorium toppingianum Elmer[6]
- Eupatorium variabile Makino[6]
- Eupatorium yakushimaense Masam. & Kitam[6]

### Traslladats a altres gèneres
- Eupatorium adamantium Gardner (a Koanophyllon)
- Eupatorium amygdalinum (a Ayapana)
- Eupatorium ayapana – aya-pana, Water Hemp (a Ayapana)
- Eupatorium bracteatum Gardn. (a Stomatanthes, S. pernambucensis)
- Eupatorium coelestinum – canabassa blava (a Conoclinium)
- Eupatorium collinum (a Chromolaena collina)[14][15]
- Eupatorium itatiayense Hieron. (a Symphyopappus)
- Eupatorium gayanum – asmachilca (a Aristeguietia gayana)[16][17]
- Eupatorium laevigatum DC. (a Chromolaena)
- Eupatorium ligustrinum (a Ageratina ligustrina)[18]
- Eupatorium maculatum (a Eutrochium maculatum)
- Eupatorium maximiliani Schrad. ex DC. (a Chromolaena)
- Eupatorium megalophyllum (a Bartlettina sordida)
- Eupatorium officinale (a Mikania)
- Eupatorium pacificum (a Ageratina)
- Eupatorium purpureum (a Eutrochium purpureum)
- Eupatorium pyrifolium DC. (a Steyermarkina)
- Eupatorium rufescens P.W.Lund. ex DC. (a Kaunia)
- Eupatorium rugosum (a Ageratina altissima)
- Eupatorium sordidum (a Bartlettina sordida)[19][20]
- Eupatorium squalidum DC. (a Chromolaena)
- Eupatorium urticaefolium (a Ageratina, sinònim d'A. altissima)
- Eupatorium vauthierianum DC. (a Heterocondylus alatus)

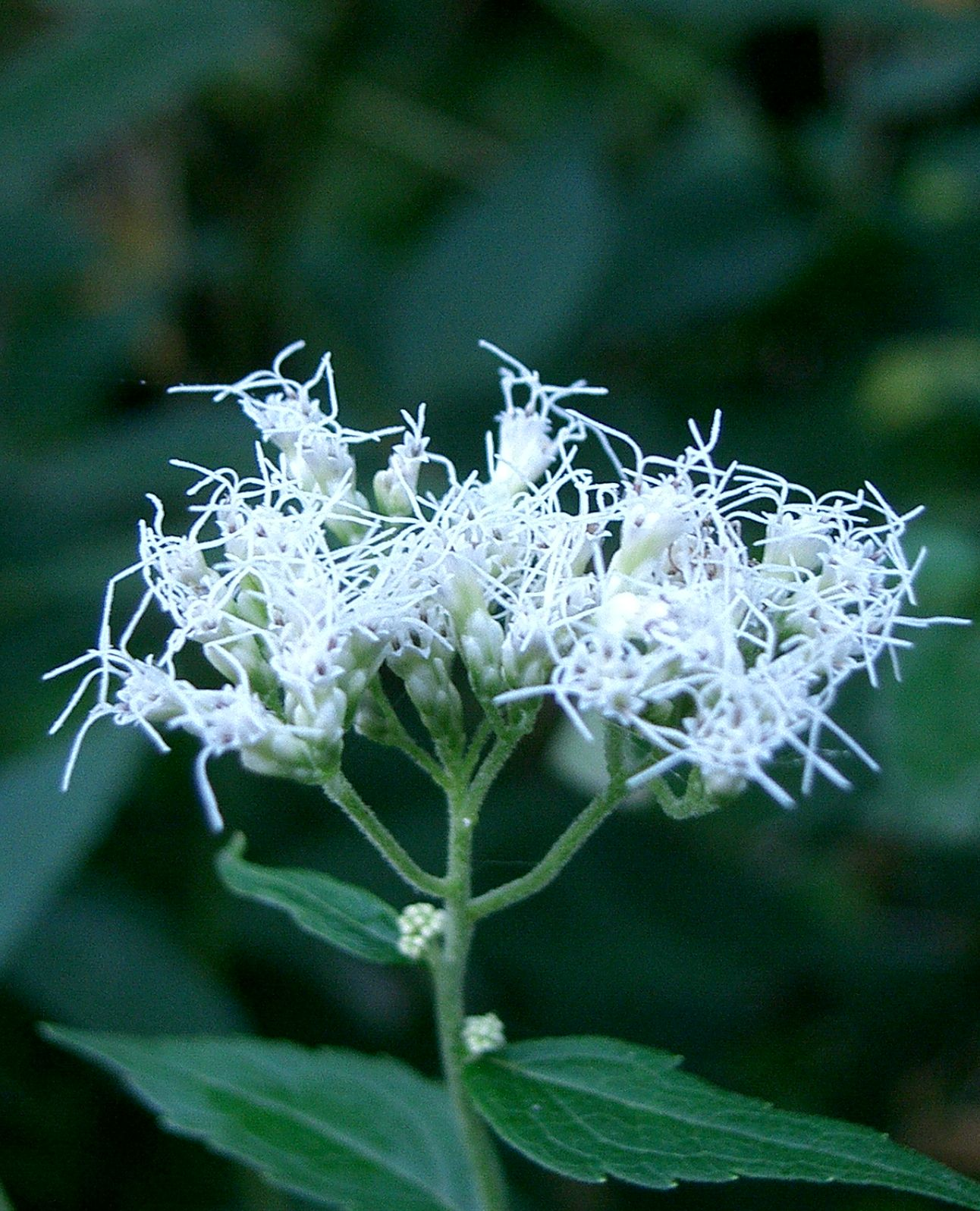
Eupatorium makinoi